# Mate Dvorničić
Mate Dvorničić (Vrbnik, Krk - 23. travnja 1896. – Vrbnik, 26. siječnja 1961.) je bio hrvatski književnik. Pisao je pjesme, pripovijetke, crtice, eseje i publicistička djela, no i književnu kritiku (zbirke Alberta Linardića Prve laste, djela Viktora Cara Emina, Bona Zeca). Napisao je libreto za operu Vilinu frulu. Po struci je bio odvjetnik. Pisao je pod pseudonimima Borislav Istrijanski i Mate Šantić. Negdje je zapisan kao Matko Dvorničić.
Osnovnu školu je pohađao u rodnom Vrbniku. Srednje školovanje je imao u Sušaku, gdje je išao u gimnaziju. 
Studirao je dvije struke: bogoslovlje i pravo. U Zadru je studirao prvo, a pravo je studirao u nekoliko gradova: Zagrebu, Grazu, Pragu i Berlinu. Diplomirao je u petom gradu, u ukrajinskom Lavovu.
Kao dio stvaratelja hrvatskih pjesama na čakavštini, bio je dijelom prvog vala tuzemne generacije suvremenih pjesnika koji su stvarali na tom narječju (Vladimir Nazor, Drago Gervais, Pere Ljubić, Ante Dukić, Mate Balota, Marin Franičević), Ivan Bostjančić, Zvane Črnja), kasneći nekoliko godina za hrvatskim pjesnicima iz inozemstva (Mate Meršić Miloradić, File Sedenik, Tome Bedenik.
Pokrenuo je časopise Čas i Slavenski Jadran, koji su bili izrazito usmjereni jugoslavenstvu. Ujedno je bio njihovim urednikom. Osim njih, surađivao je i s inim časopisima i listovima (Novi list, Primorske novine, Obzor, Dom i svijet, Vijenac, praški Val...).
Kao projugoslavenski usmjeren, Austro-Ugarska ga je smatrala protivnikom države, što je dovelo do optužbe za veleizdaju. Tako je rat proveo po tamnicama u riječkoj okolici i internaciji po Austriji i Mađarskoj.
Nakon rata je radio u pravničkoj struci. 

## Djela
Bogata je stvarateljska opusa, no do danas nije razvrstana i dolično prikazana širim znanstvenim krugovima i javnosti.
Književna djela:
Prve je radove objavio u listu Pučkom prijatelju, gdje je objavio djelo Spašene i nabožno-poučnu crticu Oj dome domiću, ni mi ga nada tebe! .
Objavio je 1933. Lišće moga granja, knjigu pjesama, crtica, feljtona i novela. Sadrži čakavske stihove i dijaloge unutar štokavskih proznih cjelina). Zbirka impresija Po uskočkom moru je izgubljena za vrijeme talijanske okupacije.
U pjesmama se bavi zavičajem, socijalnim, ali i erotskim motivima. 
Što se tiče neknjiževničkih tekstova, pisao je djela iz područja antropologije, etnologije, povijesti, prava (njegove struke), jezikoslovlja (bavio se čakavicom kao književnim izrazom, narodnim pjesništvom), politike i inih. Zemljopisno su bili usmjereni na poluotok Istru, sjeverno hrvatsko primorje i kvarnerske otoke.